# Камениця-Виґода
Камениця-Виґода (пол. Kamienica-Wygoda) — село в Польщі, у гміні Залуський Плонського повіту Мазовецького воєводства.
Населення — 135 осіб (2011).
У 1975-1998 роках село належало до Цехановського воєводства.

## Демографія
Демографічна структура станом на 31 березня 2011 року:
|          | Загалом | Допрацездатний вік | Працездатний вік | Постпрацездатний вік |
| -------- | ------- | ------------------ | ---------------- | -------------------- |
| Чоловіки | 70      | 17                 | 46               | 7                    |
| Жінки    | 65      | 10                 | 43               | 12                   |
| Разом    | 135     | 27                 | 89               | 19                   |